# 高瀬洋子
高瀬 洋子（たかせ ようこ、1983年6月17日 - ）は、北海道札幌市出身のファッションモデル、元レースクイーン。

## 来歴
- 2003年、TEAM MACHINE X GT「クロスクイーンズ」の一員としてレースクイーン活動を開始。
- 2004年、三苫千景と共にJGTC「Rodeo Driveレースクイーン」を務め、2005年には「Battle angel レースクイーン」としてSUPER GTとスーパー耐久の両カテゴリーに参戦した。
- その後モデル業に転身し、『BLENDA』『FUJIKO』の専属モデルとして活動する。
- 既婚者。2013年9月18日に自身のブログで妊娠を発表し[2]、同年10月31日に第一子（女児）を出産[3]。2015年9月13日、第二子（女児）を出産[4]。

### 所属事務所遍歴
- メディアプロジェクト21→ワンエイトプロモーション→グルーヴエンタテイメント→クレメンテ→SOUL AGE

## 人物
- 趣味は書道。 特技はスノーボード。
- 弟が1人いる[5]。
- BLENDAにも登場したことのある里田まい[6]や、レースクイーン仲間でもあった三苫千景[7]とは同じ北海道出身ということもあってか仲が良い。
- 元タレントの加藤つかさは中学時代からの親友である[8]。

## 出演

### イベント
- 渋谷ガールズコレクション '09S/S（2009年3月8日、国立代々木競技場第一体育館）[9]
- GB.STRUT02（2009年11月7日、大阪市・堂島リバーフォーラム）[10]
- 札幌コレクション2010（2010年4月29日・北海道立総合体育センター）[6]
- HAKODATE黒船2010（2010年6月27日・函館市 道南四季の杜公園）[1]

### PV
- MEGARYU「LOVE A LOVE feat.SEAMO」（2010年）
- George-K「そばにいて欲しい…」（アルバム『Live+ing』所収。2011年）

## J-COVER〜Sick Love〜
J-COVER～Sick Love～（ジェイ・カヴァー～シック・ラヴ～）は、2008年10月15日にフロンティアワークスから発売されたソロ・アルバム。
1990年代後半から2000年代前半にかけて発表されたJ-POPの名曲から厳選された12曲を高瀬がカヴァーした貴重な作品。
| Track No. | タイトル                                | 原曲アーティスト （オリジナル発売年） |
| --------- | --------------------------------------- | ------------------------------------- |
| 1         | Swallowtail Butterfly 〜あいのうた〜    | YEN TOWN BAND（1996年）               |
| 2         | There will be love there -愛のある場所- | the brilliant green（1998年）         |
| 3         | fragile                                 | Every Little Thing（2001年）          |
| 4         | 強く儚い者たち                          | Cocco（1997年）                       |
| 5         | 幸福論                                  | 椎名林檎（1998年）                    |
| 6         | Don't wanna cry                         | 安室奈美恵（1996年）                  |
| 7         | I'm proud                               | 華原朋美（1996年）                    |
| 8         | secret base 〜君がくれたもの〜          | ZONE（2001年）                        |
| 9         | 熱帯夜                                  | SPEED（1997年）                       |
| 10        | 小さな頃から                            | JUDY AND MARY（1995年）               |
| 11        | SAKURAドロップス                        | 宇多田ヒカル（2002年）                |
| 12        | End Roll                                | 浜崎あゆみ（1999年）                  |